# Arster Heerstraße
Die Arster  Heerstraße ist eine zentrale Erschließungsstraße in Bremen, Stadtteil Obervieland, Ortsteil Arsten. Sie führt überwiegend in Nord-Süd-Richtung sowie später mehr in West-Ost-Richtung vom Arsterdamm bis zum Autobahnzubringer Arsten und nach Dreye als Ortsteil von Weyhe.
Die Querstraßen und Anschlussstraßen wurden benannt u. a. als Arsterdamm nach dem Ortsteil, Carsten-Dreßler-Straße 1969 nach dem Besitzer der Bremer Dreßler-Brauerei (1843–1929), Lauschergang, da hier gelauscht wurde, wie es in der dortigen Gaststätte bei Feiern so zuging, unbenannter Weg, Heukämpendamm nach einer Flurbezeichnung für ein Heufeld, Gretenstraße nach dem Vornamen, Brummkoben nach den Koben = Ställen für „brummende“ Schweine, In der Laake nach einer Flur mit einem 1898 zugeschüttetem, stehendem Gewässer = Laake, Twiedelftsweg nach dem Twiedelf (ndt.) = aufgeschütteter Damm, unbenannte Wege, Enge Straße, Arster Landstraße nach dem Ort, Heinrich-Drewes-Straße Richtung Ahlken nach dem Lehrer der Schule (1855–1936), Hören (ndt.) evtl. nach dem höheren Feld oder einer Feldecke, Torndiek nach dem damaligen Deichturm, Autobahn A1, Riederdamm nach dem Damm durch eine Riede (ndt.) = Rinnsal, Gewässergebiet, Fahrenhorster Straße nach dem Stuhrer Ortsteil, Arster Hemm nach einer trockenen Flur der Feldmark, wo 1426 das Gut Hemme lag, Im Brüggefelde nach einer Flur mit einer Zugbrücke der Landwehr, die nach Dreye führte, Zur Aumundswiese nach einer Flurbezeichnung und Autobahnzubringer Arsten; ansonsten siehe beim Link zu den Straßen.

## Geschichte

### Name
Die Arster Heerstraße wurde früher auch als Arster Chaussee bezeichnet und dann, wie das in Bremen bei vorhandenen Landstraßen üblich war, als Heerstraße benannt, die durch das Dorf Arsten führte und nördlich von dem damaligen Dorf Ahlken. Arsten könnte abgeleitet sein von Arsater (= Acker), also für die am Acker Wohnenden. Möglicherweise könnte auch ein Familienname für den Ortsnamen stehen. Die Familie von Arsten hatte im 17. Jahrhundert ihren Wohnsitz auf dem Vorwerk. Arsten wurde erstmals 1211 erwähnt.

### Entwicklung
Arsten war das alte Kirchdorf vom Vieland mit der romanischen St.-Johannes-Kirche von um 1250. Obervieland entstand 1598 durch die Teilung des Goh Vielands.
Um 1300 wurde die Bremer Landwehr ausgebaut. 1309 ließ Bremen drei befestigte Wachttürme in Arsten, Kattenturm und Warturm bauen. Der Arster Turm an der Arster Heerstraße stand am Ochtumdeich, dort wo heute die Brücke der Autobahn A 1 ist. 1390 entstand in Arsten ein Abschnitt des Landwehrgrabens, der bereits im Obervieland bestand. Nahe dem Korbhaus (mit den Schanzkörben aus Weiden) endete der Landwehrgraben an der damaligen Landesgrenze am Weserdeich.
Das Gut Hemme in der Arster Feldmark wurde 1426 erstmals erwähnt. Es wird vermutet, dass es auch eine Wasserburg war, die zum Kloster Zeven (1141–1648) gehörte. 1611 kaufte der Kaufmann Arend Niemann das Gut und 1822 erwarb es Gerke Bosse, mit einer Konzession (1826) für eine Krugwirtschaft. Hemme gehörte zur Grafschaft Hoya und wurde 1823 Bremer Gebiet. Das restliche Gutshaus wurde 1984 abgerissen. Hier ist heute ein Gewerbegebiet. In Arsten waren im 19. Jahrhundert viele als Steinsetzer tätig. Der Gasthof Zur Börse wurde 1878 als Wohnhaus gebaut und war seit 1885 eine Schankwirtschaft.
Nach dem Zweiten Weltkrieg fand neben dem alten Dorfkern eine intensive Wohnbebauung in dem eingemeindeten Arsten statt.
Die Straße gliedert sich heute in die Teilbereiche
- Arsterdamm bis Autobahnunterführung der A1
- Autobahnunterführung bis Autobahnzubringer Arsten/Dreye

### Verkehr
Die Straße kreuzt die Bundesautobahn 1. Der Abschnitt Bremer Kreuz–Bremen/Brinkum, der auch als Hansalinie Bremen–Dortmund bezeichneten Autobahn, wurde bis 1963 erstellt. Zwischen dem alten Ortskern und dem Weserdeich befindet sich die Autobahnauffahrt Bremen-Arsten mit dem Autobahnzubringer Arsten, der westlich zur Neuenlander Straße führt.
Von 1910 bis 1916 bestand die 3,2 Kilometer lange Bremen-Arster Bahn als Oberleitungsbus von der Kattenturmer Heerstraße zur Arster Post.
Im Nahverkehr in Bremen durchfährt die Buslinie 51 (Huckelriede ↔ Kattenturm Klinikum Links der Weser) die Straße sowie die Buslinien 121 (Bremen Hbf – Dreye – Kirchweyhe) und 750 (Bremen Hbf – Dreye – Thedinghausen).

## Gebäude und Anlagen
An der Straße stehen überwiegend ein- und zweigeschossige Wohnhäuser.
Erwähnenswerte Gebäude und Anlagen
- Nr. 7a: 2-gesch. Wohn- und Geschäftshaus mit Sparkasse Bremen - SB-Filiale
- Nr. 8a: 1-gesch. Wohn- und Geschäftshaus mit Restaurant
- Nr. 30: 1- bis 2-gesch. Altenwohnheim der AWO im umgebauten Meybohm's Hof mit Neubauten
- Zwischen Brummkoben und In der Laake: Früher die 1983 abgerissene 1-gesch. Bäckerei Koldewey von 1905; heue 2-gesch. Reihenhausanlage
- Um Nr. 44, Ecke In der Laake: Früher das 1988 abgerissene Lahrs Vörhus als reetgedecktes Walmdachhaus, heute 1-gesch. Wohnhaus
- Nr. 35/37: 1-gesch. denkmalgeschütztes[1] Wohn- und Geschäftshaus von 1878 im Stil der Gründerzeit mit reich dekoriertem historisierendem Giebel mit Wappen und einer Skulptur im Fries als Steinsetzer-Männchen. Der Steinsetzer Hinrich Bothe baute das Haus als Handwerkshaus. 1885 wurde daraus auch eine Schankwirtschaft, benannt 1910 als Gasthof Zur Börse.[2]
- Nr. 51 bis 59: Früher 1-gesch. einfache Häuslingshäuser, die Kniefs Burn genannt wurden; heute 2-gesch. verputzte Reihenhäuser
- Nr. 73: 1-gesch. Wohn- und Geschäftshaus wohl von nach 1920 mit Zwerchgiebel
- Nr. 75: 1-gesch. verklinkertes Bauernhaus (Willershof) mit Krüppelwalm und Giebelschmuck (diagonales Kreuz als Pferdeköpfe) sowie Nebenanlagen; die Scheune an der Straße wurde 2012 abgerissen
- Nr. 75a: 2- gesch. Wohnhaus mit diversen Giebeln als verklinkerter Alt- und Neubau
- Nr. 89 a bis f: 2-gesch. moderne Reihenhäuser mit Flachdächern
- In der Laake Nr. 17: Freiwillige Feuerwehr Bremen-Arsten
- Brücke unter Autobahn A 1 und über der Krautochtum
- Nr. 156 bis 212: 1- und 2-gesch. gewerbliche Gebäude
- Fahrenhorster Straße und Im Brüggefelde: Einfamilien- und Reihenhaussiedlung
- Autobahnzubringer Arsten und Arster Hemm Richtung Gewerbegebiet Arster-Hemm-Ost

Kunstobjekte
- Nr. 30: Skulptur Arster Steinsetzer von Eberhard Szejstecki (1990).